# Donji Stranjani
Donji Stranjani (en serbe cyrillique : Доњи Страњани) est un village de Serbie situé dans la municipalité de Prijepolje, district de Zlatibor. Au recensement de 2011, il comptait 78 habitants.

## Démographie

### Évolution historique de la population
| 1948 | 1953 | 1961 | 1971 | 1981 | 1991 | 2002 | 2011 |
| ---- | ---- | ---- | ---- | ---- | ---- | ---- | ---- |
| 572  | 660  | 700  | 618  | 464  | 275  | 120  | 78   |

|  |